# NGC 6027
NGC 6027 és un galàxia lenticular i és el membre més brillant del Sextet de Seyfert, un grup compacte de galàxies. Édouard Stephan va descobrir la galàxia el 1882.